# Bettina Hürlimann-Kaup
Bettina Hürlimann-Kaup (* 1967) ist eine Schweizer Juristin.

## Leben
Bettina Hürlimann-Kaup erwarb 1995 das Lizenziat der Rechte (Universität Fribourg), 1999 die Promotion zum Dr. iur. in Freiburg im Üechtland, 2000 die Patentierung zur Fürsprecherin des Kantons Bern und 2008 die Venia legendi für Zivil- und Obligationenrecht unter Einschluss der Privatrechtsvergleichung (Universität Luzern). Seit 2008 	ist sie ordentliche Professorin für Zivilrecht an der Universität Fribourg (Personen- und Sachenrecht sowie Einleitungstitel ZGB).

## Schriften (Auswahl)
- Die privatrechtliche Gefälligkeit und ihre Rechtsfolgen. Freiburg im Üechtland 1999, ISBN 3-7278-1222-2.
- mit Jörg Schmid: Einleitungsartikel des ZGB und Personenrecht. Zürich 2016, ISBN 3-7255-7420-0.
- mit Jörg Schmid: Sachenrecht. Zürich 2017, ISBN 3-7255-7621-1.
- mit Jörg Schmid: Gesetzgeberischer Handlungsbedarf im Stockwerkeigentumsrecht (Art. 712a-t ZGB). Gutachten vom 20. August 2018, verfasst im Auftrag der Schweizerischen Eidgenossenschaft. Zürich 2019, ISBN 978-3-7255-7929-7.